# صحیفه مهدیه
صحیفه مهدیه یا الصحیفة المبارکة المهدیّه مجموعه‌ای از ادعیه، زیارات، و نمازهایی است که از طرف حجت بن الحسن، امام دوازدهم شیعیان، نقل شده ‌است. این صحیفه توسط سید مرتضی مجتهدی سیستانی جمع‌آوری و گردآوری گردیده است.

## بخش‌های کتاب
مقدمه این کتاب قریب به ۱۰۰ صفحه است و شامل مطالب علمی، اخلاقی، تاریخی و روایی پیرامون مسائلی مهم چون تشویق دعا از نظر عقل و نقل، آداب دعا، شرایط، موجبات استجابت، دعا برای ظهور حجت بن الحسن، تشکیل مجالس دعا برای وی، نصایح و تجارب بزرگان پیرامون انتظار و مواردی دیگر مانند «حجت بن الحسن در کلمات اهل بیت» است.
- بخش اول: نمازها
- بخش دوم: دعاهای قنوت
- بخش سوم: ادعیه بعد از نمازها
- بخش چهارم: دعاهای ایام هفته
- بخش پنجم: دعاهای هر ماه
- بخش ششم: دعاهایی که مخصوص روز معینی از ایام هفته نیست.
- بخش هفتم: توسل به حجت بن الحسن
- بخش هشتم: عریضه‌ها
- بخش نهم: استخاره‌ها
- بخش دهم: دعاهایی که حجت بن الحسن از پدرانش نقل کرده‌است
- بخش یازدهم: زیارت‌ها
- بخش دوازدهم: زیارات نواب حجت بن الحسن و به‌عضی از دعاهایی که اصحاب وی نقل کرده‌اند.